# Outstreaming
Outstreaming là một chiến lược tổ chức, theo đó một sản phẩm vừa được bán cho khách hàng bên ngoài và cung cấp cho khách hàng nội bộ đồng thời.
Hầu hết các công ty nội địa hóa các bộ phận của chuỗi giá trị (tích hợp dọc) để giành quyền kiểm soát chất lượng, nhưng nó cũng có thể trở thành cơ hội tiếp cận thị trường mới.  Các công ty bên ngoài được sử dụng để trợ cấp đầu tư cho hội nhập dọc, để tìm hiểu về các yêu cầu và thiết kế theo đặc điểm kỹ thuật của các công ty bên ngoài (học hỏi từ khách hàng mới) và tái hòa nhập các hành vi đã học vào các sản phẩm nội bộ của công ty.